# Delmar Maia Gonçalves
Pour les articles homonymes, voir Maia et Gonçalves.
Delmar Maia Gonçalves, né le 5 juillet 1969 à Quélimane, est un écrivain, poète et enseignant mozambicain, militant très actif de plusieurs associations culturelles et politiques.

## Biographie
La famille de Delmar Maia Gonçalves Delmar Maia Gonçalves s'installe au Portugal en 1985 pour fuir la guerre civile au Mozambique. Delmar y fait ses études. Profondément catholique, il envisage de devenir prêtre, de faire des études de théologie. Il renonce à ce projet, devient bibliothécaire et instituteur, mais la religion continue d'occuper une place importante dans sa vie.  
Il s'investit au service de plusieurs causes : la diffusion de la littérature mozambicaine à l'étranger, l'indépendance du Timor oriental, la lutte contre le racisme, le dialogue interreligieux, la libération des femmes, la paix dans le monde.

## Sélection de publications
- Moçambique novo, o enigma : poesia, 2005[2]
- Moçambiquizando : poesia, 2006[3]
- Mestiço de corpo inteiro : poesia, 2006[4]
- De corpo inteiro : festival internacional de poesia "grito de mulher", 2014[5]
- Pa(z)lestina, 2015[6]
- Fuzilaram a utopia, 2016[7]
- Antologia de poesia e prosa-poética contemporânea portuguesa : 40 autores (coord.), 2017[8]
- Sempre tive pressa do porvir, Haikais, 2017[9]
- Zalala 2017 : antologia internacional (coord.), 2017[10]
- Rio dos bons sinais : antologia universal lusófona  (coord.), 2018[11]

## Distinctions
- 1987 : prix national de littérature jeunesse Ferreira de Castro (poésie[12])
- 2003 : nommé ambassadeur de la Paix par la Interreligious and International Federation for World Peace[12]
- 2006 : prix de littérature de África Today[12]
- 2008 : prix Kanimambo de la Casa de Moçambique[12].